# Ujedinjenje Njemačke
 Ovo je glavno značenje pojma Ujedinjenje Njemačke. Za ujedinjenje Zapadne i Istočne Njemačke nakon hladnog rata pogledajte Ponovno ujedinjenje Njemačke.
Godine 1815. Njemački savez se smanjio s 380 na 38 državica. Unutar saveza Njemačke se nalazi i veliko kraljevstvo Pruska. Od 18. stoljeća Pruska prednjači kao vojna sila. Druga državica koja želi dominirati njemačkim savezom je Austrijsko Carstvo. U drugoj polovici 19. st. Austrija slabi, a Pruska jača.
Stanje u Pruskoj se nakon 1848. naglo mijenja. Pruska je zahvaćena gospodarskim razvojem i industrijskom revolucijom. Prusko kraljevstvo se bavi poduzetništvom i trgovinom, no nemaju dovoljno radne snage. Zato su poduzetnici vršili pritisak na kralja pa je 1850. godine kralj ukinuo feudalni poredak mirnim putem – barem na papiru.
Nakon toga je pruski gospodarski razvoj postao još brži. Pruskoj je potrebno veliko tržište i puno sirovina. Nakon ukidanja feudalnog sustava Pruska je dobila parlament. Predsjednik vlade ili kancelar je bio  Otto von Bismarck. On je zagovarao ujedinjenje Njemačke, a njegova ideja ujedinjenja bila je ratom odnosno krvlju i željezom. 
I Austrija je željela osigurati svoju premoć u Njemačkoj. Zbog toga se odnosi između Austrije i Pruske sve više zaoštravaju. Godine 1864. počeo je rat u kojem je Prusija teško porazila Austriju i Austrija je izbačena iz njemačkog saveza.
Pruski kancelar je počeo ujedinjavati Njemačku i nastao je Sjevernonjemački savez: to je bila djelomično ujedinjena Njemačka. Vojska je ulazila u državice i proglašavala ih dijelom ujedinjene Njemačke. U Savezu su bile 22 državice, pretežito protestantske. Preostalih 16 južnih državica, koje su bile katoličke, oduprle su se pridruživanju pridružiti Pruskoj; u čemu ih je podupirala Francuska koja se bojala ujedinjene Njemačke.
Napoleon III. je poduzimao sve kako bi spriječio njemačko ujedinjenje pa je u srpnju 1870. objavio rat Prusima; povod je bio pokušaj Prusije da instalira monarha iz svoje vladalačke kuće na prijestolje Španjolske. Makar je francuska vojska bila vrlo jaka, Pruska je bila modernije organizirana (služila se bolje željeznicom i telegrafom, te je imala je na moderniji način organiziran glavni stožer; također je i njemačko topništvo bilo suvremenije), te je Francusko-pruski rat već nakon nekoliko mjeseci bio odlučen za korist Pruske.
U teškom porazu većina je francuske vojske pala u prusko zarobljeništvo, među njima mnogi generali i sam Napoleon III. Kad se to saznalo u Parizu, revolucionari su proglasili Francusku Republiku.
Pruska vojska je krenula prema Parizu, te ga opkolila; okupirala je i približno pola teritorija čitave Francuske. 
Nijemci su osvojili i sam centar francuske državne vlasti u Versaillesu, koji je još od reformacije u 16. stoljeću bio centar francuskih akcija protiv ujedinjenja Njemačke. Prusi su 18. siječnja 1871. godine baš u Versaillesu proglasili ujedinjavanja Njemačke. Ujedinjena Njemačka je po drugi put postala Carstvo. (Prvo carstvo je trajalo od X. stoljeća do 1806.) Pruski kralj je postao njemački car.
Prusi su Njemačkoj priključili dvije francuske pokrajine - Elzas i Lotargija. Francuska je morala platiti i ratnu odštetu Njemačkoj – 5 milijardi franaka u zlatu. Njemačka se počela jako brzo razvijati, a Francuska je počela naglo zaostajati u razvoju. 
Međutim je Francuska (poput Velike Britanije, Belgije i Nizozemske) imala mnogo kolonija, a Njemačka tek malo, što će u narednim desetljećima kada kontrola tržišta i izvora sirovina izvan Europe postaje sve važnija postati izvorom daljnjih velikih napetosti. S druge strane je Njemačka uspješno geopolitički iskoračila prema europskom jugoistoku i Otomanskom Imperiju, što je Francuskoj (i njenom glavnom savezniku Velikoj Britaniji) vrlo smetalo. Rastuće geopolitičke napetosti s vremenom će dovesti do I. svjetskog rata.